# Vladimír Darida
Vladimír Darida (Plzeň, 8. kolovoza 1990.) češki je nogometaš koji igra na poziciji centralnog veznog. Trenutačno igra za češki klub Hradec Králové.

## Klupska karijera

### Viktoria Plzeň
Tijekom svoje omladinske karijere igrao je za Viktoriju Plzeň. Za seniore je debitirao 24. travnja 2010. u ligaškoj utakmici bez golova protiv kluba Dynamo České Budějovice.
Od 1. veljače 2011. do 30. lipnja iste godine, Darida je bio posuđen češkom drugoligašu Baník Sokolovu. Za klub je debitirao 5. ožujka u utakmici protiv Sezimovo Ústíja koju je njegov klub izgubio 4:1. Svoj prvi gol za klub zabio je 27. ožujka drugoj momčadi Sparte Prag (0:1).
Svoj prvi gol za Viktoriju postiže 2. prosinca 2011. u ligaškoj utakmici protiv kluba Bohemians 1905 koju je Viktoria dobila 2:1. S klubom je 22. srpnja 2011. osvojio Češki nogometni superkup pobijedivši Jablonec 2:1 u produžetcima. U UEFA Ligi prvaka debitirao je 28. rujna 2011. u porazu protiv Milana (0:2). Svoj prvi nastup i gol u Europskoj ligi ostvario je 16. veljače 2012. u utakmici protiv Schalkea (1:1).
S Viktorijom je dva puta osvojio ligu te jednom kup i superkup.

### Freiburg
Dana 28. kolovoza 2013. prelazi u Freiburg za 4 milijuna eura. Za klub je debitirao te postigao svoj prvi gol 24. listopada u utakmici UEFA Europske lige protiv Estoril Praije (1:1). U Bundesligi je debitirao tri dana kasnije kada je njegov klub porazio Hamburger 0:3. U svojoj idućoj utakmici Bundeslige, odigrane 2. studenog protiv Nürnberga (0:3), postiže svoj prvi ligaški gol. U kupu je debitirao 4. prosinca protiv Bayer Leverkusena kada je Freiburg izgubio 1:2. Jedini gol za Freiburg u kupu postigao je 3. ožujka 2015. u utakmici koju je njegov klub pobijedio Köln 2:1.

### Hertha Berlin
Dana 18. srpnja 2015. prelazi u Herthu Berlin za tri milijuna eura. Za klub je debitirao te postigao svoj prvi gol 10. kolovoza u utakmici DFB-Pokala protiv Arminije Bielefeld (2:0). U Bundesligi je debitirao pet dana kasnije kada je Hertha slavila protiv Augsburga s minimalnih 0:1. Svoj prvi ligaški gol za klub postigao je 27. rujna u utakmici protiv Eintracht Frankfurta (1:1).

## Reprezentativna karijera
Za Češku je debitirao 26. svibnja 2012. u prijateljskoj utakmici protiv Izraela koju je Češka dobila 2:1. Prvi reprezentativni gol postigao je 6. rujna 2015. u utakmici u kojoj je Češka pobijedila Latviju 1:2.
Na Europskom prvenstvu nastupao je 2012., 2016. i 2020.

## Priznanja

### Individualna
- Češki nogometaš godine: 2017.

### Klupska
Viktoria Plzeň
- Prva češka nogometna liga: 2010./11., 2012./13.
- Češki nogometni kup: 2009./10.
- Češki nogometni superkup: 2011.

### Reprezentativna
- China Cup (3. mjesto): 2018.

## Vanjske poveznice
- Profil  Arhivirana inačica izvorne stranice od 19. rujna 2021. (Wayback Machine), Češki nogometni savez
- Profil, Fotbal DNES
- Profil, Soccerway